# Bolton West
Pour les articles homonymes, voir Bolton.

Bolton West dans le Grand Manchester.

La circonscription de Bolton West est une circonscription électorale anglaise située dans le Grand Manchester et représentée à la Chambre des communes du Parlement britannique.